# Linagliptin
Linagliptin (BI-1356, Markenname: Trajenta®) ist ein Arzneistoff zur peroralen Behandlung von Typ 2-Diabetes. Im August 2011 erteilte die Europäische Kommission die Zulassung für das von dem pharmazeutischen Unternehmen Boehringer Ingelheim entwickelte Medikament.
Linagliptin ist ein Wirkstoff aus der Gruppe der Dipeptidylpeptidase-4-Inhibitoren. Diese hemmen das Enzym Dipeptidylpeptidase 4 (DPP-4).

## Pharmakologie

### Pharmakodynamik (Wirkweise)
Linagliptin ist ein Inhibitor des Dipeptylpeptidase-Isoenzyms DPP-4, welches er kompetitiv und selektiv gegenüber anderen Isoenzymen, wie die Dipeptylpeptidasen DPP-8 und DPP-9, hemmt. Als Dipeptylpeptidase-4-Inhibitor hemmt es den Abbau des Inkretin-Hormons Glucagon-like-peptide 1 (GLP-1). Im Vergleich zu den 2008 bereits kommerziell genutzten Gliptinen Sitagliptin, Saxagliptin und Vildagliptin zeichnete sich Linagliptin in Zellkulturen sowie in Tierversuchen an Ratten durch eine höhere Wirkpotenz und eine längere Wirkdauer aus.

### Pharmakokinetik
Viele pharmakokinetische Eigenschaften von Linagliptin, wie die Clearance und das Verteilungsvolumen, sind nichtlinear und dosisabhängig. Die orale Bioverfügbarkeit von 10 mg Linagliptin liegt bei 30 %. Im Organismus wird Linagliptin von seinem Zielprotein, der Dipeptylpeptidase-4, gebunden und nur zu einem geringen Prozentsatz verstoffwechselt. Die Eliminationshalbwertszeit ist dosisunabhängig und liegt zwischen 125 und 140 Stunden. Die Ausscheidung erfolgt überwiegend über den Magen-Darm-Trakt. Etwa 5 % der oral gegebenen Dosis werden renal eliminiert. Damit ist Linagliptin der einzige der bis 2011 zugelassenen DPP4-Hemmer, der unabhängig von der Nierenfunktion gegeben werden kann.

## Zulassung / Gesundheitspolitik
Im August 2011 wurde Linagliptin von der Europäischen Kommission zugelassen. Die Tablette ist in einer Dosis von 5 mg zugelassen als Monotherapie beim Diabetes mellitus Typ 2, wenn für Metformin eine Unverträglichkeit besteht oder Metformin aufgrund einer Niereninsuffizienz kontraindiziert ist. Bei Bedarf ist auch die Kombination von Linagliptin mit Metformin sowie die Kombination von Linagliptin mit Metformin und Sulfonylharnstoff zugelassen.
In Deutschland wurde im Zusammenhang mit der frühen Nutzenbewertung durch das Institut für Qualität und Wirtschaftlichkeit im Gesundheitswesen (IQWiG) das Medikament vom Hersteller Boehringer Ingelheim und seinem Allianzpartner Eli Lilly noch nicht auf den Markt gebracht. Für die frühe Nutzenbewertung reichte der Hersteller im Jahr 2011 nicht die Vergleiche mit den Standardtherapien mit Metformin und Sulfonylharnstoffen ein, sondern verglich Linagliptin mit anderen Gliptinen. Das Institut für Qualität und Wirtschaftlichkeit im Gesundheitswesen konnte für Linagliptin daher keinen Zusatznutzen gegenüber den Standardtherapien mit Metformin und Sulfonylharnstoffen bescheinigen. Der Gemeinsame Bundesausschuss räumte dem Hersteller die Möglichkeit ein, zu einem späteren Zeitpunkt eine erneute Nutzenbewertung des Wirkstoffs anhand vollständiger Bewertungsunterlagen zu veranlassen. Nach erneuter Nutzenbewertung im Dezember 2012 kam das Institut für Qualität und Wirtschaftlichkeit im Gesundheitswesen (IQWiG) zu dem Ergebnis: „Auch bei der Bewertung des neuen Dossiers lässt sich kein Zusatznutzen des Wirkstoffs gegenüber der zweckmäßigen Vergleichstherapie feststellen. Denn der Hersteller hat keine relevanten Studien vorgelegt.“ Dementsprechend hat der Gemeinsame Bundesausschuss im Februar 2013 aus formalen Gründen beschlossen, dass für Linagliptin sowohl in der Monotherapie als auch Zweifachkombinationstherapie (Linagliptin + Metformin) ein Zusatznutzen nicht belegt sei.